# Nurumassage

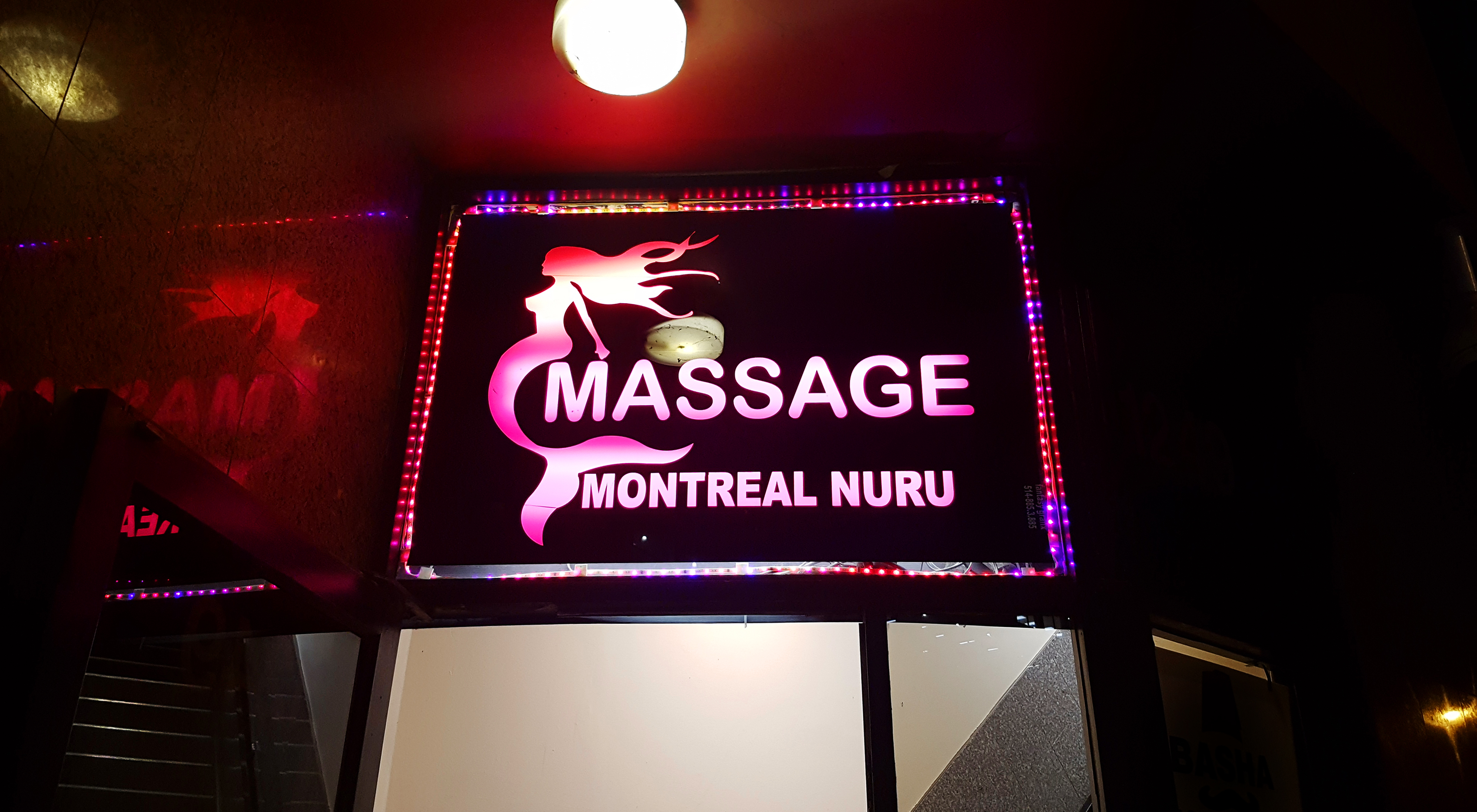
Skylt för en salong i Montreal som erbjuder nurumassage

Nurumassage är en erotisk form av massage. Ordet nuru härstammar från japanska och betyder "hal/jämn".
Massagen skiljer sig från klassisk massage, genom att massörer inte huvudsakligen använder händerna vid massagen. Istället kan rumpa, bröst och mage användas som massageverktyg för att nå största möjliga fysiska kontakt. Båda parter applicerar en speciell massagegelé på större delen av kroppen. Gelén är i regel både luktfri och smaklös. Den framställs av sjögräs och alger. 
En av huvudkomponenterna i gelén är sulfaterad polysackarid fucoidan, vilket kan framställas av bladen från brunalger (Sphaerotrichia divaricata). Till gelén kan även kamomill (azulen) och mineraler tillsättas.